# Игор Коробов
Игор Валентинович Коробов (на руски: Игорь Валентинович Коробов) e руски военачалник. Заместник-началник на Генералния щаб на въоръжените сили на Руската федерация – началник на Главното управление на Генералния щаб на въоръжените сили на Руската федерация в периода от 2016 до 2018 г. През 2017 г. получава отличието „Герой на Руската федерация“ и званието генерал-полковник.

## Биография
Игор Коробов е роден на 3 август 1956 г. в град Вязма, Смоленска област, РСФСР, СССР. През 1973 г. постъпва, а през 1977 г. завършва с отличие летателния отдел на Ставрополското висше военно авиационно училище за пилоти и навигатори.
През есента на 2018 г. в редица медии се появява информация, че Коробов е болен от рак. Косвено потвърждение за това е отсъствието на Коробов на 2 ноември 2018 г. на тържествено събитие, посветено на 100-годишнината от формирането на Главното управление на Генералния щаб на въоръжените сили на Русия.
Игор Валентинович Коробов умира на 21 ноември 2018 г., след тежко продължително боледуване. Съболезнования във връзка със смъртта изразяват руският президент Владимир Путин, министърът на отбраната генерал от армията Сергей Шойгу, директорът на Службата за външно разузнаване Сергей Наришкин, ръководството на руското Министерство на отбраната и Генералния щаб. Погребан е с военни почести на 23 ноември 2018 г. на Троекуровското гробище в Москва.